# Параша (сосуд)
Пара́ша (также пара́ха или пара́шка) — сосуд или унитаз для отправления естественных нужд в тюремной камере. Параша располагается в камерах тюрем и иных исправительных заведений и в иных местах предварительного заключения. В зависимости от оснащенности здания исправительного учреждения инженерными коммуникациями в качестве параши может использоваться сосуд, как правило — ведро (в старых тюрьмах и СИЗО без канализации) либо унитаз, чаще всего напольного типа (в зданиях постройки со второй половины XX века). В колониях общего режима, где заключенные содержатся не в запираемых камерах, а в общежитиях или бараках, параш нет. В таких учреждениях используются отдельные туалетные комнаты или ямные туалеты на улице.

## Этимология
Этимология слова «параша» неясна.
Возможно, от слова «порошица», обозначающего анальное отверстие, ныне используемого в биологии применительно к анусу птиц, червей, змей и насекомых (сравни: Внутрипорошицевые), которое в свою очередь является родственным слову «опорожниться». Ещё одна возможная версия происхождения термина от слова «парить», что объясняется исходящим от параши зловонным запахом (испарениями).
Очень многие слова блатной речи имеют еврейское происхождение ещё царских времён (см. Гебраизм). В интернете появила хождение теория о том, что слово параша могло произойти от древнееврейского «параша́» (ивр. פָּרָשַׁה‎ — фрагмент текста; глава в книге.)
Другая версия — слово происходит от ивр. פרש‎ параш («всадник»). Такая этимология крайне маловероятна, так как еще до проникновения одесского сленга в русский язык, в романе Льва Николаевича Толстого  «Воскресение», (1889), появляется термин параша:
"загремел замок, и вошли два арестанта — парашечники
в куртках и коротких, много выше щиколоток, серых
штанах и, с серьезными, сердитыми лицами подняв на
водонос вонючую кадку, понесли ее вон из камеры",
"Три человека, очевидно не нашедшие места и в коридоре,
расположились в сенях, под самой вонючей и текущей по
швам кадкой-парашей",
"Из всего того, что видел нынче Нехлюдов, самым ужасным ему показался
мальчик, спавший на жиже, вытекавшей из параши, положив голову на ногу арестанта."

## В тюремном быту

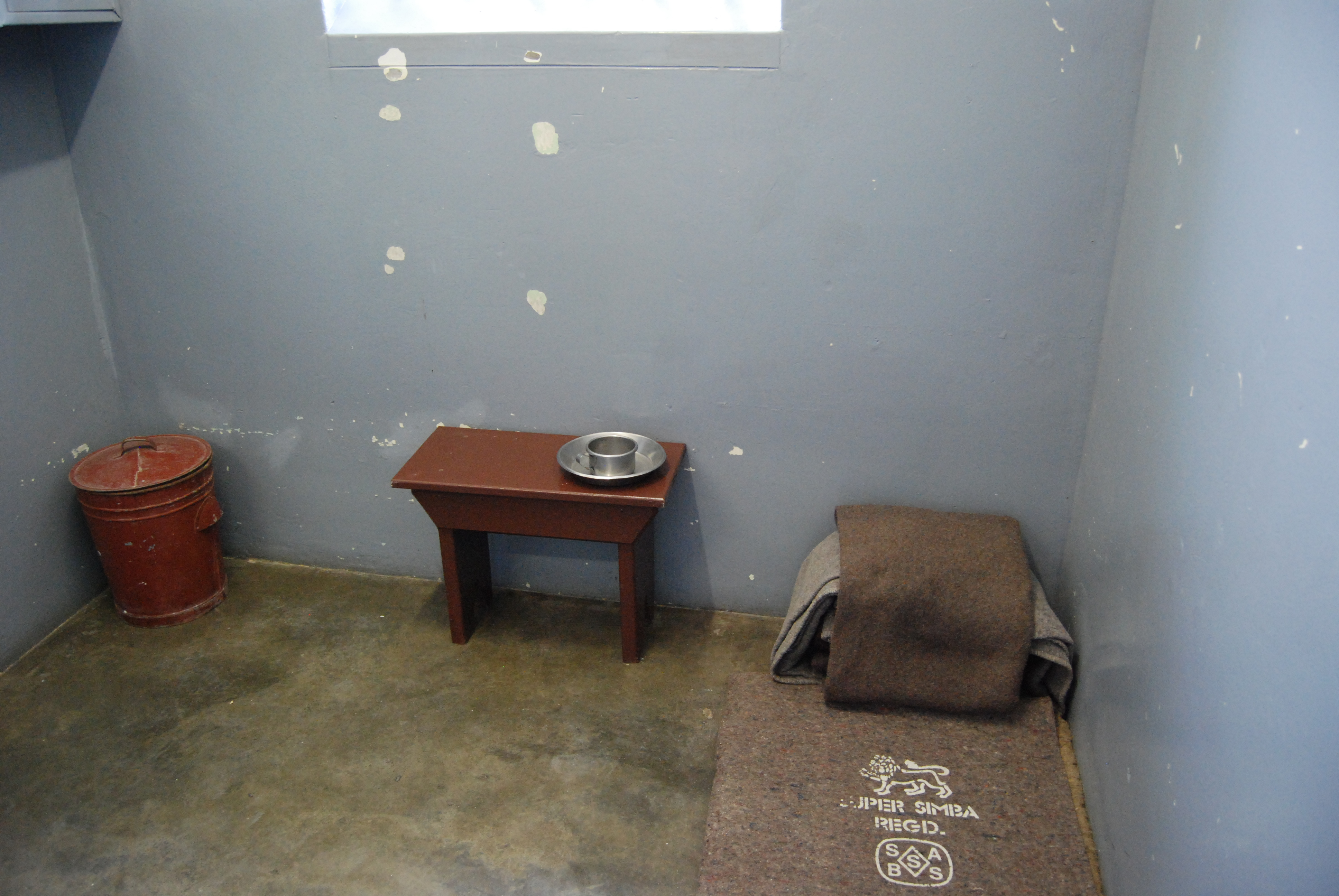
Тюремная камера на острове Роббен, в которой сидел Нельсон Мандела. В левом углу стоит параша

В тюрьмах и иных местах заключения, где помещения запираются снаружи, параша находится прямо в тюремной камере. В тюрьмах существуют неформальные правила пользования парашей: ею нельзя пользоваться, когда в камере едят, после пользования парашей необходимо мыть руки.
Параша используется не только по прямому назначению, но также для передачи записок и мелких посылок в соседние камеры по тюремной канализации.
Кроме того, параша в тюрьме считается символическим местом. Около параши располагаются шконки опущенных; в ходе «опускания» заключённого могут облить водой из параши или макнуть в парашу головой. В некоторых тюрьмах существует правило, что «опущенные» должны принимать пищу около параши или сидя на ней. Иногда опущенных заставляют чистить парашу собственной зубной щёткой.
В ныне закрывшейся российский колонии особого режима «Чёрный беркут» в тюремных камерах пожизненников в углу вместо унитаза стояли параши.

## В кино
Фраза из фильма «Джентльмены удачи» (1971 год, СССР) «Деточка, а вам не кажется, что ваше место возле параши?» стала крылатой.